# Nagrada Nebula
Nagrada Nebula (eng. The Nebula Award) je nagrada koju svake godine dodjeljuje Američka udruga pisaca znanstvene fantastike i fantastike (SFWA), za najbolje objavljeno djelo znanstvene fantastike i fantastike u SAD za prošle dvije godine.
Nagrada je skulptura spiralne maglice, a ne uključuje nikakav novac.

## Kategorije
- roman: djelo od 40.000 riječi ili više
- novela: djelo od najmanje 17.500 riječi ali kraće od 40.000 riječi
- noveleta: djelo od 7.500 - 17.500 riječi
- kratka priča: djelo ispod 7.500 riječi

## Vanjske poveznice
- Nebula Awards